# Piotr Payne
Piotr Payne, Peter Payne (ur. ok. 1380 w Hough-on-the-Hill, zm. 1455 w Pradze) – angielski teolog, dyplomata, lollard i husyta. 

## Życiorys
Kształcił się w Oksfordzie, gdzie najprawdopodobniej zetknął się z ideą lollardów. Studia ukończył w 1406, zdobywając tytuł magistra sztuki. Od 1410 do 1412 Payne był dyrektorem szkoły St Edmund Hall. 
W 1414 roku został zmuszony do opuszczenia Oksfordu i przez pewien czas nauczał w Londynie. W 1417 ostatecznie musiał uciec z Anglii i schronił się w Czechach, gdzie został przyjęty do pracy w Uniwersytecie Praskim. Niedługo potem dołączył do taborytów, a następnie związał się z sierotkami.  
W 1421 roku jako przedstawiciel Uniwersytetu Praskiego brał udział w dysputach między uczonymi czeskimi a profesorami Uniwersytetu Krakowskiego. 
W styczniu 1433 wysłany został jako poseł czeski na sobór w Bazylei, który wraz z resztą Czechów opuścił w kwietniu. W następnym roku spór doprowadził do rozpoczęcia otwartego konfliktu zbrojnego i ostatecznie do bitwy pod Lipanami, po której do Anglii trafiła wiadomość, jakoby Payne zginął. Gdy wkrótce potem większość jego towarzyszy przystąpiła do utrakwistów, Payne pozostał z bardziej radykalnymi taborytami. 
Niemniej jego reputacja była tak wielka, że został zaakceptowany jako sędzia w doktrynalnych sporach między reformatorami. W lutym 1437 papież zażądał od cesarza Zygmunta aresztowania Payne'a oraz wysłania go na proces w Bazylei. Payne musiał opuścić swoją parafię w Žatcu i schronił się u czeskiego pisarza – Petra Chelčickiego. Dwa lata później został schwytany i uwięziony w twierdzy Gutenstein (cz. Gutštejn), lecz został wykupiony przez taborytów. Payne brał udział w sporach pomiędzy różnymi frakcjami czeskimi (w latach 1443–1444 i ponownie od 1452), wspierał arcybiskupa Jana Rokycanę. Zmarł w Pradze w 1455 roku. 